# کنار آفریقایی

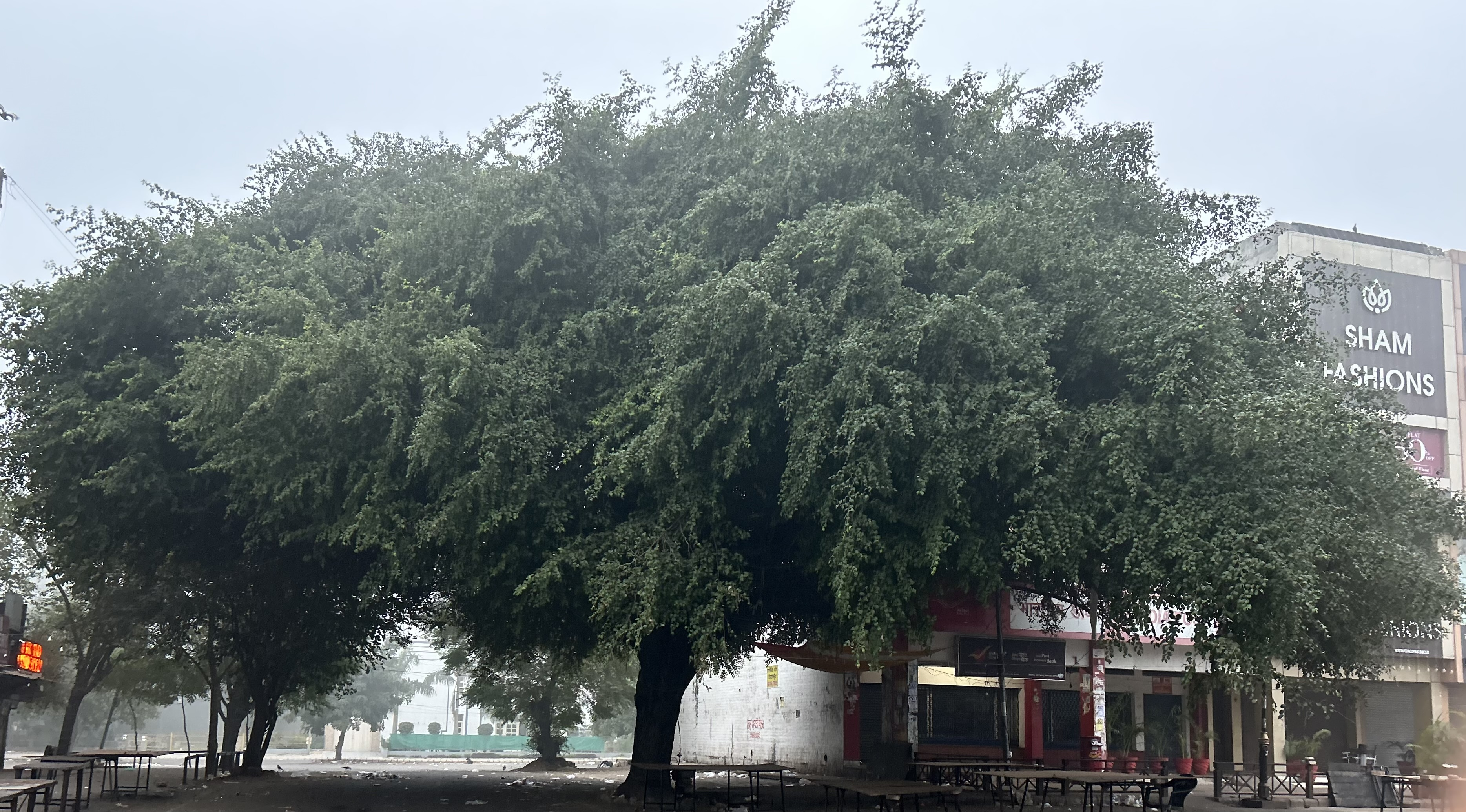
Ziziphus mauritiana

کُنار آفریقایی، کنار موریتانی (نام علمی: Ziziphus mauritiana) درختچه یا درختی از راستهٔ گل‌سرخ‌سانان است که در سردهٔ کنار قرار می‌گیرد و میوهای مانند سنجد دارد. این گیاه معمولاً در خاورمیانه تا شبه‌قاره هند و جمهوری خلق چین، استرالزی و جزایر اقیانوس آرام می‌روید.